# 10434 Tinbergen
10434 Tinbergen (4722 P-L) là một tiểu hành tinh vành đai chính. Nó được đặt theo tên nhà thiên văn học Hà Lan Jaap Tinbergen.